# Comuna de Chrzypsko Wielkie
Chrzypsko Wielkie (polaco: Gmina Chrzypsko Wielkie) é uma gminy (comuna) na Polónia, na voivodia de Grande Polónia e no condado de Międzychodzki. A sede do condado é a cidade de Chrzypsko Wielkie.
De acordo com os censos de 2004, a comuna tem 3284 habitantes, com uma densidade 38,9 hab/km².

## Área
Estende-se por uma área de 84,33 km², incluindo:
- área agricola: 66%
- área florestal: 17%

## Demografia
Dados de 30 de Junho 2004:
|                      | Total   | Total | Mulheres | Mulheres | Homens  | Homens |
| -------------------- | ------- | ----- | -------- | -------- | ------- | ------ |
|                      | pessoas | %     | pessoas  | %        | pessoas | %      |
| População            | 3284    | 100   | 1685     | 51,3     | 1599    | 48,7   |
| Densidade (pop./km²) | 38,9    | 100   | 20       | 20       | 19      | 19     |

De acordo com dados de 2002, o rendimento médio per capita ascendia a 1542,62 zł.

## Comunas vizinhas
- Kwilcz, Pniewy, Sieraków, Wronki